# Непохожие крестьяне
«Непохожие» крестьяне — в XV—XVI веках основная категория сельского населения Великого княжества Литовского, живущего в течение длительного времени на одном месте, и от этого подвергшаяся закрепощению и утрате права перехода между феодалами (ставшая «непохожей»). Закрепощение непохожих крестьян усиливалось каждой последующей редакцией Литовского статута.

## История

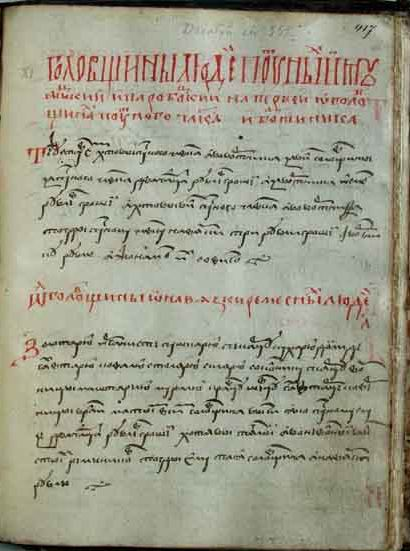
Первый Статут Великого княжества Литовского, регламентировавший, в частности, положение непохожих крестьян

## Происхождение названия
Крестьяне, бывшие наследственными владельцами своих наделов («отчины») либо «сидевшие» на своих участках в течение длительного времени, в Великом княжестве Литовском во время укрепления феодализма и принятия привилея 1447 года, а также «Уставы на волоки» 1557 года считались уже людьми «непохожими», то есть потерявшими право свободного выхода. Наряду с «людьми непохожими» они назывались также в разных вариантах «отчинными», «прирожёнными», «вечными», «селянитыми», «подданными», «заседелыми», «известными», «старожильцами».

## Статус
Разделение крестьян феодальных имений на «похожих» и «непохожих» в Великом княжестве Литовском связано с принципом старожильства, который прикреплял крестьян к месту их жительства. В господских имениях крестьяне раньше потеряли право перехода и превратились в крепостных, попавших в подчинение вотчинной юрисдикции своих господ.
Крепостное состояние непохожих крестьян юридически было оформлено привилеем Казимира IV в 1447 году. Согласно первой версии закона, непохожие крестьяне имели право переходить между феодалами, найдя себе замену. Развитие в XVI веке фольварочно-барщинной системы ухудшило положение непохожих крестьян и во второй редакции Литовского статута (1566 год) утвердил 10-летний срок давности для сыска беглых непохожих крестьян. В третьей редакции Статута (1588 год) непохожим крестьянам была запрещена аренда земли, работа по найму как самих крестьян, так и членов их семей, в том числе на короткий срок, до одного года.

## Формы эксплуатации
Прикрепление непохожих крестьян не было безусловным и крестьянин-старожилец мог освободиться от прикрепления, сдав либо продав свою «отчину». Подобная сдача или продажа господарскими крестьянами своих участков практиковалась в широких масштабах. Непохожие крестьяне были как тяглые, так и оброчные.
Непохожие крестьяне составляли часть низшего сословия. Формой их общественной организации являлись соседская сельская община, входившая в состав волости, бывшей более широкой формой организации. Община владела правом разбора части криминальных дел в копном суде, устанавливала порядок распределения и сбора дани и налогов. Пастбища, сенокосы, леса и воды находились в общественном пользовании общины. Крестьяне сельской общины были прикреплены к имениям феодалов, и находились в личной зависимости от владельцев имений.